# 劉愷 (成化進士)
劉愷（1442年—？），字伯和，直隸滁州直隸州人，軍籍，明朝政治人物。

## 生平
天順六年（1462年）壬午科應天鄉試第三十三名舉人，成化十一年（1475年）中式乙未科會試第二百五十二名，三甲第一百三十二名進士。授石首縣知縣，十七年（1481年）八月升南京浙江道監察御史，弘治二年（1489年）受南京守備太監蔣琮及南京御史姜綰等互訐奏事牽連，謫瀏陽縣縣丞，升薊州知州，十二年（1499年）二月升福建按察司僉事。

## 家族
曾祖劉均義；祖父劉仕達；父劉守道。